# Lekkoatletyka na Letnich Igrzyskach Olimpijskich 1952 – sztafeta 4 × 400 m mężczyzn
Sztafetę 4 × 400 metrów mężczyzn podczas XV Letnich Igrzysk Olimpijskich w Helsinkach rozegrano  26 (eliminacje) i 27 lipca 1952 (finał) na Stadionie Olimpijskim w Helsinkach. Zwycięzcą została sztafeta Jamajki, która biegła w składzie: Arthur Wint, Leslie Laing, Herb McKenley i George Rhoden. W finale ustanowiła nowy rekord świata z czasem 3:03,9.

## Rekordy
|                   | reprezentacja     | zawodnicy                                          | czas   | data                 | miejsce     |
| ----------------- | ----------------- | -------------------------------------------------- | ------ | -------------------- | ----------- |
| Rekord świata     | Stany Zjednoczone | Ivan Fuqua, Edgar Ablowich, Karl Warner, Bill Carr | 3:08,2 | 7 sierpnia 1932(dts) | Los Angeles |
| Rekord olimpijski | Stany Zjednoczone | Ivan Fuqua, Edgar Ablowich, Karl Warner, Bill Carr | 3:08,2 | 7 sierpnia 1932(dts) | Los Angeles |

## Wyniki
| Poz. - pozycja |
| – rekord świata \| – rekord krajowy \| – rekord życiowy \| = – wyrównany rekord życiowy \| · – najlepszy wynik w sezonie \| = – wyrównany najlepszy wynik w sezonie \| – rekord olimpijski |
| Fn – falstart \| DNF – nie ukończył \| DNS – nie wystartował \| DSQ – zdyskwalifikowany |

### Eliminacje
18 sztafet przystąpiło do biegów eliminacyjnych. Rozegrano trzy biegi. Do finału awansowały po dwie najlepsze sztafety w każdym biegu (Q).

#### Bieg 1
| Poz. | Państwo    | Zawodnicy                                                                  | Rezultat | Uwagi |
| ---- | ---------- | -------------------------------------------------------------------------- | -------- | ----- |
| 1    | Jamajka    | Herb McKenley, Leslie Laing, Arthur Wint, George Rhoden                    | 3:12,1   | Q     |
| 2    | Francja    | Jean-Pierre Goudeau, Robert Bart, Jacques Degats, Jean-Paul Martin du Gard | 3:12,6   | Q     |
| 3    | Szwecja    | Gösta Brännström, Tage Ekfeldt, Rune Larsson, Lars-Erik Wolfbrandt         | 3:13,4   |       |
| 4    | Belgia     | Albert Lowagie, Antoine Uyterhoeven, Roger Moens, Fernand Linssen          | 3:15,8   | [ 3 ] |
| 5    | Luksemburg | Roby Schaeffer, Jean Hamilius, Fred Hammer, Gérard Rasquin                 | 3:16,2   |       |
| 6    | Finlandia  | Pauli Tavisalo, Ossi Mildh, Ragnar Graeffe, Rolf Back                      | 3:16,4   |       |
| 7    | Japonia    | Junkichi Matoba, Eitaro Okano, Hiroshi Yamamoto, Yoshitaka Muroya          | 3:20,3   |       |

#### Bieg 2
| Poz. | Państwo           | Zawodnicy                                                          | Rezultat | Uwagi |
| ---- | ----------------- | ------------------------------------------------------------------ | -------- | ----- |
| 1    | Stany Zjednoczone | Ollie Matson, Gene Cole, Charles Moore, Mal Whitfield              | 3:11,5   | Q     |
| 2    | Wielka Brytania   | Leslie Lewis, Alan Dick, Terry Higgins, Nick Stacey                | 3:12,5   | Q     |
| 3    | Węgry             | Ferenc Bánhalmi, Lajos Szentgáli, Egon Solymossy, Zoltán Adamik    | 3:13,8   | [ 4 ] |
| 4    | Włochy            | Baldassare Porto, Gianni Rocca, Luigi Grossi, Armando Filiput      | 3:15,2   |       |
| 5    | Szwajcaria        | Hans Ernst Schneider, Josef Steger, Paul Stalder, Ernst von Gunten | 3:15,4   | [ 5 ] |
| 6    | Pakistan          | Abdul Rehman, Muhammad Shafi, Mirza Khan, Aurang Zeb               | 3:23,2   |       |

#### Bieg 3
| Poz. | Państwo           | Zawodnicy                                                           | Rezultat | Uwagi |
| ---- | ----------------- | ------------------------------------------------------------------- | -------- | ----- |
| 1    | Niemcy            | Günther Steines, Hans Geister, Heinz Ulzheimer, Karl-Friedrich Haas | 3:10,5   | Q     |
| 2    | Kanada            | Doug Clement, Jack Hutchins, Jack Carroll, James Lavery             | 41,5     | Q     |
| 3    | ZSRR              | Ardalion Ignatjew, Giennadij Slepnow, Edmunds Pīlāgs, Jurij Litujew | 3:12,5   |       |
| 4    | Południowa Afryka | Louis van Biljon, Ron Wilke, John Anderton, Bill Chivelll           | 3:14,8   |       |
| 5    | Australia         | Ray Weinberg, Morris Curotta, Ken Doubleday, Edwin Carr             | 3:15,8   | [ 3 ] |

### Finał
| Poz. | Państwo           | Zawodnicy                                                                  | Rezultat | Uwagi |
| ---- | ----------------- | -------------------------------------------------------------------------- | -------- | ----- |
| 1    | Jamajka           | Arthur Wint, Leslie Laing, Herb McKenley, George Rhoden                    | 3:03,9   | [ 1 ] |
| 2    | Stany Zjednoczone | Ollie Matson, Gene Cole, Charles Moore, Mal Whitfield                      | 3:04,0   | [ 6 ] |
| 3    | Niemcy            | Hans Geister, Günther Steines, Heinz Ulzheimer, Karl-Friedrich Haas        | 3:06,6   | [ 7 ] |
| 4    | Kanada            | Doug Clement, Jack Hutchins, Jack Carroll, James Lavery                    | 3:09,3   | [ 8 ] |
| 5    | Wielka Brytania   | Leslie Lewis, Alan Dick, Terry Higgins, Nick Stacey                        | 3:10,0   |       |
| 6    | Francja           | Jean-Pierre Goudeau, Robert Bart, Jacques Degats, Jean-Paul Martin du Gard | 3:10,1   | [ 9 ] |